# Episodi di Pinky and the Brain (terza stagione)
La terza stagione della serie animata Pinky and the Brain  è andata in onda dall'8 settembre 1997 al 16 maggio 1998.
| nº | Titolo originale                                  | Titolo italiano                              | Prima TV USA      | Prima TV Italia |
| -- | ------------------------------------------------- | -------------------------------------------- | ----------------- | --------------- |
| 1  | Leave It to Beavers                               | Lasciamo fare ai castori                     | 8 settembre 1997  |                 |
| 1  | Cinebrainia                                       | Cineprofania                                 | 8 settembre 1997  |                 |
| 2  | Brain Noir                                        | Prof noir                                    | 13 settembre 1997 |                 |
| 3  | Pinky & the Brain...and Larry                     | Mignolo & Il Prof... e Larry                 | 13 settembre 1997 |                 |
| 3  | Where the Deer and the Mousealopes Play           | Dove giocano i cervi e i topilopi            | 13 settembre 1997 |                 |
| 4  | Brain's Bogie                                     | Le mazzate di Prof                           | 15 settembre 1997 |                 |
| 4  | Say What, Earth?                                  | Come hai detto, Terra?                       | 15 settembre 1997 |                 |
| 5  | My Feldmans, My Friends                           | I miei Feldman, i miei amici                 | 16 settembre 1997 |                 |
| 6  | All You Need Is Narf                              | All you need is Nacchio                      | 17 settembre 1997 |                 |
| 6  | Pinky's Plan                                      | Il piano di Mignolo                          | 17 settembre 1997 |                 |
| 7  | This Old Mouse                                    | Questo vecchio topo                          | 18 settembre 1997 |                 |
| 8  | Brain Storm                                       | Lampo di genio                               | 19 settembre 1997 |                 |
| 9  | A Meticulous Analysis of History                  | Un'analisi meticolosa della storia           | 20 settembre 1997 |                 |
| 9  | Funny, You Don't Look Rhennish                    | Strano, non sembri un Renano                 | 20 settembre 1997 |                 |
| 10 | The Pinky Protocol                                | Il protocollo Mignolo                        | 22 settembre 1997 |                 |
| 11 | Mice Don't Dance                                  | I topi non ballano                           | 26 settembre 1997 |                 |
| 11 | Brainimaniacs                                     | Prof, Cervello Spremuto                      | 26 settembre 1997 |                 |
| 12 | Brain Acres                                       | Prof-attoria                                 | 27 settembre 1997 |                 |
| 13 | Pinky and the Brainmaker                          | Mignolo e il fabbricante di Prof             | 29 settembre 1997 |                 |
| 13 | Calvin Brain                                      | Calvin Prof                                  | 29 settembre 1997 |                 |
| 14 | Pinky Suavo                                       | Mignolo soavos                               | 4 ottobre 1997    |                 |
| 14 | T.H.E.Y.                                          | L.O.R.O.                                     | 4 ottobre 1997    |                 |
| 15 | The Real Life                                     | Vita vissuta                                 | 10 ottobre 1997   |                 |
| 16 | Brain's Way                                       | A modo di Prof                               | 11 ottobre 1997   |                 |
| 17 | A Pinky and the Brain Halloween                   | Halloween                                    | 19 ottobre 1997   |                 |
| 18 | Brainy Jack                                       | Profy Jack                                   | 1 novembre 1997   |                 |
| 19 | Leggo My Ego                                      | Nego il mio ego                              | 7 novembre 1997   |                 |
| 19 | Big in Japan                                      | Grande in Giappone                           | 7 novembre 1997   |                 |
| 20 | But That's Not All, Folks!                        | E questo non è tutto, gente                  | 8 novembre 1997   |                 |
| 21 | Operation: Sea Lion                               | Operazione Otaria                            | 14 novembre 1997  |                 |
| 21 | You Said a Mouseful                               | Topi a lingua sciolta                        | 14 novembre 1997  |                 |
| 22 | The Tailor and the Mice                           | Il sarto e i topi                            | 15 novembre 1997  |                 |
| 22 | Bah, Wilderness                                   | Bah landa desolata                           | 15 novembre 1997  |                 |
| 23 | Pinky at the Bat                                  | Mignolo alla battuta                         | 22 novembre 1997  |                 |
| 23 | Schpiel-borg 2000                                 | Schpiel-Borg 2000                            | 22 novembre 1997  |                 |
| 24 | Broadway Malady                                   | Malattia di Broadway                         | 3 gennaio 1998    |                 |
| 25 | The Megalomaniacal Adventures of Brainie the Poo  | Le avventure megamaniacali di Proffi the Poo | 7 febbraio 1998   |                 |
| 25 | Melancholy Brain                                  | Il melanconico Prof                          | 7 febbraio 1998   |                 |
| 26 | Inherit the Wheeze                                | Ereditare l'affanno                          | 14 febbraio 1998  |                 |
| 27 | Brain's Night Off                                 | La serata libera di Prof                     | 21 febbraio 1998  |                 |
| 27 | Beach Blanket Brain                               | Prof e le bellezze al bagno                  | 21 febbraio 1998  |                 |
| 28 | The Family That Poits Together, Narfs Together    |                                              | 21 febbraio 1998  |                 |
| 29 | Pinky's Turn                                      | Ora è la volta di Mignolo                    | 28 febbraio 1998  |                 |
| 29 | Your Friend: Global Domination                    | La vostra amica: la conquista del mondo      | 28 febbraio 1998  |                 |
| 30 | You'll Never Eat Food Pellets in This Town Again! | Non mangerai mai più mangime in questa città | 25 aprile 1998    |                 |
| 31 | Dangerous Brains                                  | Pericoloso Prof                              | 2 maggio 1998     |                 |
| 32 | Whatever Happened to Baby Brain                   | Che fine ha fatto Baby Prof                  | 9 maggio 1998     |                 |
| 32 | Just Say Narf                                     | Di' solo nacchio                             | 9 maggio 1998     |                 |
| 33 | The Pinky P.O.V.                                  | Come visto da Mignolo                        | 16 maggio 1998    |                 |
| 33 | The Really Great Dictator                         | Il veramente grande dittatore                | 16 maggio 1998    |                 |
| 33 | Brain Food                                        | Cibo per cervello                            | 16 maggio 1998    |                 |